# تپه مال جانی
تپه مال جانی مربوط به دوران پیش از تاریخ ایران باستان - عصر آهن دو I - سدهٔ ۷ ه.ق است و در شهرستان بروجرد، بخش مرکزی، دهستان شیروان، ۱۴۰۰ متری شمال شرق روستای گنجینه واقع شده و این اثر در تاریخ ۲۸ اسفند ۱۳۸۵ با شمارهٔ ثبت ۱۸۳۴۱ به‌عنوان یکی از آثار ملی ایران به ثبت رسیده است.